# Джозефин Бътлър
Джозефин Бътлър (на английски: Josephine Elizabeth Butler, среща се и като Жозефина Бътлър) е британска феминистка и социална реформаторка от Викторианската епоха, станала известна преди всичко със загрижеността си за благополучието на проститутките.
Тя е дълбоко вярваща християнка, както и съпругът ѝ, университетски преподавател и духовник. Заедно с други благотворителни усилия тя води дълга кампания за отменянето на акта за заразни болести от 1864 г. във Великобритания и в международен план, тъй като този акт ощетява и несправедливо наказва млади жени, изпращайки ги в затвора при съмнение за проституция.
Още от ранна възраст Бътлър е много активна във феминистките движения. Тази ѝ дейност става особено активна след случайната смърт на петгодишната ѝ дъщеря Ева през 1864 г. след падане по стълбите в тяхната къща. През 1866 г. Джордж Бътлър е назначен за директор на Ливърпулския колеж и семейството се премества в Ливърпул. Джозефин се включва в кампанията за висше образование за жените и през 1867 г. заедно с Ан Джемайма Клъф тя способства за създаването на Северноанглийския съвет за насърчаване на висшето образование на жените.
Наред с това, тя е тясно свързана с борбата за правата, живота и благосъстоянието на проститутките. Като страстна християнка, тя се отвращава от техния грях, но също така разглежда жените като експлоатирани жертви на мъжкото потисничество и се противопоставя на двойния стандарт на сексуален морал.
През 1938 година е създадена българската секция на Международната федерация на приятелките на българските момичета (основана през 1877 г. от Джозефин Бътлър).